# Господство Верле
Господството Верле (на немски: Herrschaft Werle, Fürstentum Wenden) е държава на Свещената Римска империя от 1235 до 1436 г. в днешна Мекленбург-Предна Померания.

## История
Създава се между 1229 и 1235 г. след първата главна подялба на Мекленбург след смъртта на княз Хайнрих Борвин II (1170 – 1226). Господството е наречено на тогавашния главен замък Бург Верле при Гюстров. Замъкът се намирал при Верле, днес част от град Касов.
Княжеската фамилия Верле е странична линия Мекленбургския княжески род на Ободритите.
Прародител на фамилията и първият господар на Верле е Николаус I (1227 – 1277), втория син на Хайнрих Борвин II. Господството се разпада няколко пъти на различни частични господства. През 1282 г. се образуват Верле-Гюстров и Верле-Пархим (до 1316). Двете линии през 1292 г. са отново обединени от Николаус II (1283 – 1316). През 1316 г. се създават Верле-Гюстров (до 1436) и Верле-Голдберг (Пархим) (до 1374). През 1337 г. от първата линия се откъсва още Верле-Варен (до 1425).
Последният господар на Верле-Варен и княз на Венден е Кристоф (1385/1395 – 1425), син на Йохан VI (1382 – 1385/1395). Със смъртта на последния регент братовчед му Вилхелм, от 1426 г. княз на Венден, без мъжки наследници на 7 септември 1436 г. господството отива обратно на Мекленбургската династия
Всички регенти на Мекленбург започват да носят титлата княз на Венден (Fürst zu Wenden) до края на монархията.